# Europese kampioenschappen kunstschaatsen 1954
De Europese kampioenschappen kunstschaatsen zijn wedstrijden die samen een jaarlijks terugkerend evenement vormen, georganiseerd door de Internationale Schaatsunie (ISU).
De kampioenschappen van 1954 vonden plaats van 28 tot en met 31 januari in Bolzano. Het was de eerste keer dat de EK-kampioenschappen hier plaatsvonden. Het was de tweede keer dat de EK-kampioenschappen in Italië plaatsvonden, eerder werden de EK-toernooien van 1949 in Milaan gehouden.
Voor het eerst werd het Europees Kampioenschap voor de ijsdansers georganiseerd, twee jaar eerder, in 1952, was het eerste WK ijsdansen al van start gegaan.
Voor de mannen was het de 46e editie. Voor de vrouwen en paren was het de achttiende editie.

## Historie
De Duitse en Oostenrijkse schaatsbond, verenigd in de "Deutscher und Österreichischer Eislaufverband", organiseerden zowel het eerste EK schaatsen voor mannen als het eerste EK kunstschaatsen voor mannen in 1891 in Hamburg, in toen nog het Duitse Keizerrijk, nog voor het ISU in 1892 werd opgericht. De internationale schaatsbond nam in 1892 de organisatie van het EK kunstschaatsen over. In 1895 werd besloten voortaan het WK kunstschaatsen te organiseren en kwam het EK te vervallen. In 1898, na twee jaar onderbreking, vond toch weer een herstart plaats van het EK kunstschaatsen.
De vrouwen en paren zouden vanaf 1930 jaarlijks om de Europese titel strijden. De ijsdansers streden vanaf 1954 om de Europese titel in het kunstschaatsen.

## Deelname
Er namen deelnemers uit acht landen deel aan deze kampioenschappen. Zij vulden 54 startplaatsen in de vier disciplines in.
Voor Nederland kwam Alida Elisabeth Stoppelman voor de vierde keer uit in het vrouwentoernooi en Nelly Maas en Joan Haanappel namen voor de tweede keer deel. Sjoukje Dijkstra maakte haar debuut bij het EK kunstschaatsen. Catharina Odink en Jacobus Odink namen deel bij het ijsdansen.
(Tussen haakjes het totaal aantal startplaatsen over de disciplines.)
| West-Duitsland (10) Oostenrijk (10) Verenigd Koninkrijk (8) Italië (6) | Frankrijk (5) Nederland (5) Tsjecho-Slowakije (5) Zwitserland (5) |

## Medailleverdeling
Bij de mannen prolongeerde Carlo Fassi zijn Europese titel, het was zijn vijfde medaille, in 1950, 1951 werd hij derde en in 1952 tweede. Alain Giletti eindigde net als in 1953 op de tweede plaats, het was zijn tweede medaille. Debutant Karol Divín veroverde de derde plaats.
Bij de vrouwen was Gundi Busch de negende vrouw die Europees kampioene werd en de eerste Duitse vrouw die de titel veroverde. Erica Batchelor op plaats twee veroverde haar tweede medaille, in 1953 werd ze derde. Yvonne Sugden op plaats drie veroverde haar eerste medaille.
Bij de paren waren Silvia Grandjean/Michel Grandjean het elfde paar dat Europese kampioen werd en het eerste (en tot nu toe ook het enige) Zwitserse paar dat de titel veroverde. Het was hun eerste EK-medaille. Sissy Schwarz/Kurt Oppelt op de tweede plaats veroverden hun tweede medaille, in 1953 werden ze derde. Soňa Balůnova/Miroslav Balůn op de derde plaats veroverden hun eerste EK-medaille.
Bij het ijsdansen stonden drie dansparen uit één land op het erepodium. Bij het mannentoernooi had deze situatie zich al vier keer voorgedaan (1891, 1922, 1927 en 1928) en bij het vrouwentoernooi één keer (1939). De wereldkampioenen van 1952 en 1953, Jean Westwood/Laurence Demmy, veroverden de eerste Europese titel.
| Discipline | Goud                                | Zilver                      | Brons                              |
| ---------- | ----------------------------------- | --------------------------- | ---------------------------------- |
| Mannen     | Carlo Fassi                         | Alain Giletti               | Karol Divín                        |
| Vrouwen    | Gundi Busch                         | Erica Batchelor             | Yvonne Sugden                      |
| Paren      | Silvia Grandjean / Michel Grandjean | Sissy Schwarz / Kurt Oppelt | Soňa Balůnova / Miroslav Balůn     |
| IJsdansen  | Jean Westwood / Laurence Demmy      | Nesta Davies / Paul Thomas  | Barbara Radford / Raymond Lockwood |

## Uitslagen
| Nr.    | naam (deelname)    | land                         | pc |
| ------ | ------------------ | ---------------------------- | -- |
| Goud   | Carlo Fassi (6)    | Vlag van Italië              |    |
| Zilver | Alain Giletti (3)  | Vlag van Frankrijk           |    |
| Brons  | Karol Divín        | Vlag van Tsjechië            |    |
| 4      | Michael Booker (2) | Vlag van Verenigd Koninkrijk |    |
| 5      | Alain Calmat       | Vlag van Frankrijk           |    |
| 6      | Norbert Felsinger  | Vlag van Oostenrijk          |    |
| 7      | Zdenek Fikar (6)   | Vlag van Tsjechië            |    |
| 8      | Hanno Stroher      | Vlag van Oostenrijk          |    |
| 9      | Francois Pache (2) | Vlag van Zwitserland         |    |
| 10     | Hans Müller        | Vlag van Zwitserland         |    |
| 11     | Werber Kronemann   | Vlag van Duitsland           |    |
| 12     | Kurt Weilert       | Vlag van Duitsland           |    |

| Nr.    | naam (deelname)                | land                         | pc |
| ------ | ------------------------------ | ---------------------------- | -- |
| Goud   | Gundi Busch (4)                | Vlag van Duitsland           |    |
| Zilver | Erica Batchelor (3)            | Vlag van Verenigd Koninkrijk |    |
| Brons  | Yvonne Sudgen (3)              | Vlag van Verenigd Koninkrijk |    |
| 4      | Annelies Schilhan (3)          | Vlag van Oostenrijk          |    |
| 5      | Ingrid Wendl                   | Vlag van Oostenrijk          |    |
| 6      | Hanna Eigel                    | Vlag van Oostenrijk          |    |
| 7      | Clema Cowley                   | Vlag van Verenigd Koninkrijk |    |
| 8      | Milena Tumova (2)              | Vlag van Tsjechië            |    |
| 9      | Hanna Walter                   | Vlag van Oostenrijk          |    |
| 10     | Nelly Maas (2)                 | Vlag van Nederland           |    |
| 11     | Rose Pettinger (3)             | Vlag van Duitsland           |    |
| 12     | Dagmar Lerchova (6)            | Vlag van Tsjechië            |    |
| 13     | Alida Elisabeth Stoppelman (4) | Vlag van Nederland           |    |
| 14     | Fiorella Negro (2)             | Vlag van Italië              |    |
| 15     | Erika Rücker (2)               | Vlag van Duitsland           |    |
| 16     | Lilo Kurzinger                 | Vlag van Duitsland           |    |
| 17     | Alice Fischer                  | Vlag van Zwitserland         |    |
| 18     | Joan Haanappel (2)             | Vlag van Nederland           |    |
| 19     | Sjoukje Dijkstra               | Vlag van Nederland           |    |
| 20     | Christianne Moreux             | Vlag van Frankrijk           |    |
| 21     | Luisella Gaspari               | Vlag van Italië              |    |
| 22     | Manuela Angeli                 | Vlag van Italië              |    |

| Nr.    | naam (deelname)                                | land                         | pc |
| ------ | ---------------------------------------------- | ---------------------------- | -- |
| Goud   | Silvia Grandjean (3) Michel Grandjean (3)      | Vlag van Verenigd Koninkrijk |    |
| Zilver | Sissy Schwarz (3) Kurt Oppelt (3)              | Vlag van Oostenrijk          |    |
| Brons  | Soňa Balůnova-Burjanova (3) Miroslav Balůn (3) | Vlag van Tsjechië            |    |
| 4      | Jane Higson (2) Robert Hudson (2)              | Vlag van Verenigd Koninkrijk |    |
| 5      | Alice Zettel Klaus Loichinger (3)              | Vlag van Duitsland           |    |
| 6      | Vera Kuhruber Horst Kuhruber                   | Vlag van Duitsland           |    |
| 7      | Inge Minor (2) Hermann Braun (2)               | Vlag van Duitsland           |    |
| 8      | Eva Neeb (2) Karl Probst (2)                   | Vlag van Duitsland           |    |

| Nr.    | naam (deelname)                         | land                         | pc |
| ------ | --------------------------------------- | ---------------------------- | -- |
| Goud   | Jean Westwood Laurence Demmy            | Vlag van Verenigd Koninkrijk |    |
| Zilver | Nesta Davies Paul Thomas                | Vlag van Verenigd Koninkrijk |    |
| Brons  | Barbara Radford Raymond Lockwood (2)    | Vlag van Verenigd Koninkrijk |    |
| 4      | Bona Giammona Giancarlo Sioli           | Vlag van Italië              |    |
| 5      | Edith Peikert Hans Kutschera            | Vlag van Oostenrijk          |    |
| 6      | Fanny Besson Jean Paul Guhel            | Vlag van Frankrijk           |    |
| 7      | Helga Binder Edwin Fuhrich              | Vlag van Oostenrijk          |    |
| 8      | Catharina Odink Jacobus Odink           | Vlag van Nederland           |    |
| 9      | Lucia Fischer Rudolf Zorn               | Vlag van Oostenrijk          |    |
| 10     | Claude Gisela Weinstein Claude Lambert  | Vlag van Frankrijk           |    |
| 11     | Adrianna Giuggiolini Germano Ceccattini | Vlag van Italië              |    |
| 12     | Albertine Brown Nigel Brown             | Vlag van Zwitserland         |    |

Medaillewinnaars

Mannen · 
Vrouwen ·
Paren · 
IJsdansen

Toernooi

1891 · 
1892 · 
1893 · 
1894 · 
1895 · 
1896-1897 · 
1898 · 
1899 · 
1900 · 
1901 · 
1902-1903 · 
1904 · 
1905 · 
1906 · 
1907 · 
1908 · 
1909 · 
1910 · 
1911 · 
1912 · 
1913 · 
1914 · 
1915-1921 · 
1922 · 
1923 · 
1924 · 
1925 · 
1926 · 
1927 · 
1928 · 
1929 · 
1930 · 
1931 · 
1932 · 
1933 · 
1934 · 
1935 · 
1936 · 
1937 · 
1938 · 
1939 ·
1940-1946 · 
1947 · 
1948 · 
1949 · 
1950 · 
1951 · 
1952 · 
1953 · 
1954 · 
1955 · 
1956 · 
1957 · 
1958 · 
1959 · 
1960 · 
1961 · 
1962 · 
1963 · 
1964 · 
1965 · 
1966 · 
1967 · 
1968 · 
1969 · 
1970 · 
1971 · 
1972 · 
1973 · 
1974 · 
1975 · 
1976 · 
1977 · 
1978 · 
1979 · 
1980 · 
1981 · 
1982 · 
1983 · 
1984 · 
1985 · 
1986 · 
1987 · 
1988 · 
1989 · 
1990 · 
1991 · 
1992 · 
1993 · 
1994 · 
1995 ·
1996 · 
1997 · 
1998 · 
1999 · 
2000 · 
2001 · 
2002 · 
2003 · 
2004 · 
2005 · 
2006 ·
2007 ·
2008 ·
2009 ·
2010 ·
2011 ·
2012 ·
2013 ·
2014 ·
2015 ·
2016 ·
2017 ·
2018 ·
2019 ·
2020 ·
2021 · 
2022 · 
2023 · 
2024 · 
2025

WK kunstschaatsen ·
WK kunstschaatsen junioren ·
Viercontinentenkampioenschap ·
Olympische Spelen